# リンダ・ウィルムセン
リンダ・ウィルムセン（Linda Villumsen、1985年4月9日 - ）は、デンマーク、ハーニング出身で、現在はニュージーランドの女子自転車競技（ロードレース）選手。

## 来歴
2006年
- デンマーク選手権
  - 個人ロードレース 優勝
  - 個人タイムトライアル (ITT) 優勝
- 欧州選手権 U23部門・ITT 優勝
- ルート・デュ・フランス 総合優勝

2007年
- 欧州選手権 U23部門・ITT 優勝

2008年
- デンマーク選手権
  - 個人ロードレース 優勝
  - 個人タイムトライアル(ITT) 優勝
- 北京オリンピック
  - 個人ロード 5位
- ロードレース世界選手権 ITT 10位

2009年
- デンマーク選手権
  - 個人ロードレース 優勝
  - 個人タイムトライアル(ITT) 優勝
- テュリンゲン・ルントファールト 総合優勝
- ロードレース世界選手権 ITT 3位

2010年、ニュージーランドに国籍を移した。
- ロードレース世界選手権 ITT 3位
- コモンウェルスゲームズ ITT 2位

2011年
- ロードレース世界選手権 ITT 2位

2012年
- ロンドンオリンピック
  - 個人ロード 18位
  - ITT 4位
- ロードレース世界選手権
  - チームタイムトライアル 2位
  - 個人タイムトライアル 3位
  - 個人ロード 7位

2013年
- ニュージーランド選手権 個人タイムトライアル 優勝
- ルート・ド・フランス 総合優勝
- 世界選手権・個人タイムトライアル 2位

2015年
- ロードレース世界選手権 ITT 優勝

## 私生活
同性愛者であることを公表している。パートナーは元自転車競技選手のエマ・トロット（Emma Trott）。